# 髑髏杯

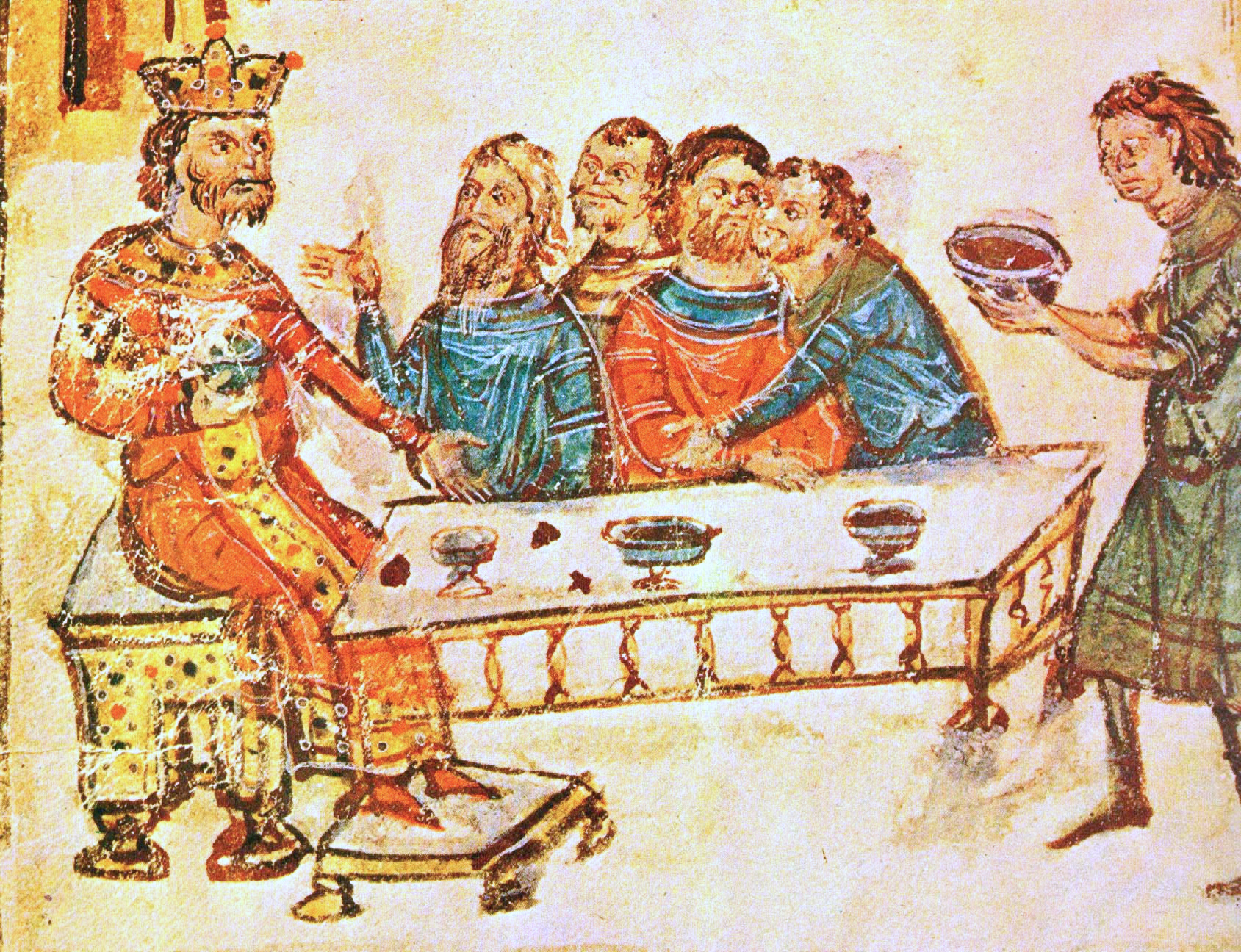
『マナセス年代記』の挿絵。第一次ブルガリア帝国のハーン、クルム（左端）のもとに差し出されようとしているニケフォロス1世の髑髏杯（右端）。

髑髏杯（どくろはい、英語: skull cup）は、ヒトの頭蓋骨（髑髏）を材料として製作された盃である。

## ヨーロッパ
紀元前8世紀～紀元前3世紀にかけて現在のウクライナに割拠した遊牧民族スキタイの習俗に「頭蓋骨は近親者か最も憎い敵に限り、髑髏を眉の下で切り牛の生皮を貼って杯として用いる」とあり、これが最も古い髑髏杯の記録だと思われる。
大プリニウスは『博物誌』に、ドニエプル川の北方部族が髑髏杯を用いる事や、夜間に泉から汲んだ水を髑髏に入れて患者に飲ませるというてんかんの治療法を記している。
567年、ランゴバルド王国のアルボイーノ王はパンノニアのゲピド族を虐殺し、ゲピド王クニムンドの頭蓋骨で杯を作って祝った。またクニムンドの娘ロザムンダ（Rosmunda）を妻としてその髑髏杯を与えた。
811年、プリスカの戦いで戦死した東ローマ帝国皇帝ニケフォロス1世は、その頭蓋骨を髑髏杯にされて第一次ブルガリア帝国の皇帝クルムに献上された。
971年、キエフ大公のスヴャトスラフ1世（在位：945年 - 972年）はブルガリアに侵攻して大打撃をあたえ、その地に居座ろうとした。しかし、東ローマ帝国に敗北して、キエフに撤退中ペチェネグの襲撃を受け、スヴァトスラフ1世は戦死した。この時ペチェネグの首長クリャはスヴァトスラフ1世の頭蓋骨を盃にした。

### 北欧神話
北欧神話の『ヴェルンドの歌』に登場するヴェルンドは、自分を捕らえたうえに膝の腱を切ったスウェーデン王ニーズズへの復讐として、王の2人の息子を殺すとその頭蓋骨を銀で葺いて杯を作り、それと知らない王に贈ったという。

## 中央ユーラシア・中東
紀元1世紀のローマの地理学者ポンポニウス・メラの『世界地理』によると、「イッセドネス人は親の葬儀で喜びを表し、集まって祝祭を催す。そして故人の遺体を引き裂いて家畜の胎児の挽き肉と混ぜ合わせ、宴に来た人々にふるまい、食べつくす。頭蓋骨は磨き上げて黄金を巻き、杯に使う。これらの行為はイッセドネス人における最大の親孝行である。」
紀元前2世紀、モンゴル高原に割拠した遊牧国家匈奴の老上単于は、隣国（敦煌付近）である月氏の王を討ち取り、その頭蓋骨を盃にした。以後、この髑髏杯は代々受け継がれ大事な時に使用された。
516年、高車王の弥俄突（在位：508年 - 516年）は柔然可汗の醜奴（在位：508年 - 520年）と戦い敗北した。醜奴はその両脚を駑馬の上に繋いでこれを殺し、その頭蓋骨に漆を塗って盃とした。
1510年、サファヴィー朝のシャー・イスマーイール（在位：1501年 - 1524年）はシャイバーニー朝のムハンマド・シャイバーニー・ハーン（在位：1500年 - 1510年）を討ち取り、その頭蓋骨に金箔を塗って盃にした。

## インド
インドのヴェーターラ（屍鬼）信仰では髑髏杯に血を注いで捧げ物とする。11世紀にインドの詩人ソーマデーヴァに依って著された『屍鬼二十五話』にも髑髏杯で血を飲む婆羅門鬼の話が含まれている。

## 中国
『戦国策』によれば、趙無恤がその敵晋の智瑶の頭部を盃にしたという。
元の呉元甫も髑髏杯を常用したという。

## チベット仏教・ヒンドゥー教

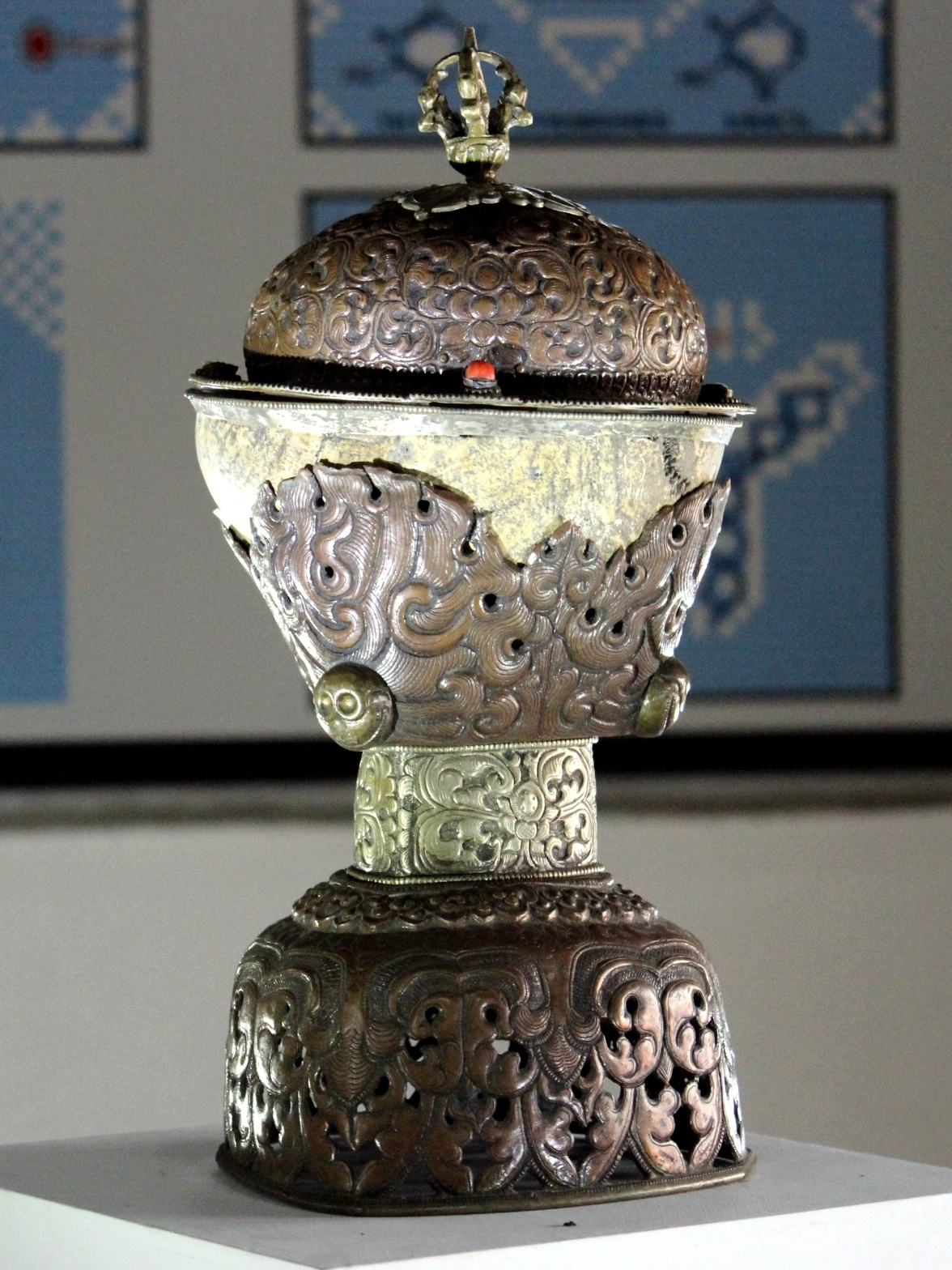
カパーラ

チベット仏教およびヒンドゥー教のタントラにおいて、カパーラ（サンスクリット: कपाल、チベット語：ཀ་པ་ལ་）と呼ばれる髑髏杯を宗教上の儀式に使う道具としている。チベット仏教では、カパーラに彫刻が彫られたり、貴金属や宝石の装飾が施されている場合がある。マハーシッダ(大成就者)、荼枳尼天などの図像に、カパーラを持つ姿が描かれている。カパーラは智慧や知識の象徴である。

## 日本
天正二年(1574年)1月1日、織田信長が、前年討ち取った浅井久政・長政及び朝倉義景の髑髏を髑髏杯にした逸話はあるが、実際は漆を塗ったものを馬廻衆との宴に披露したと『信長公記』にあり、近代では髑髏杯にして信長が酒を飲んだというのは作り話とされる。NHKの大河ドラマ『功名が辻』で使われた3人の黄金の髑髏杯が掛川城に展示してある。
『玉山遺稿』によれば、江戸時代の漢詩人高野蘭亭は、鎌倉で大館次郎の墓をあばき、髑髏杯を製したという。
徳川光圀は髑髏杯を所有していたという。これは少年時代に刑場からたずさえてきた罪人の首級であるとも、某忠臣の首級であるともいう。
今昔物語集に、天竺では釈迦を脅す天魔の2姉妹が髑髏杯を持っていると綴られている。

## 参考資料
- 松平千秋訳『世界古典文学全集 10 ヘロドトス』（筑摩書房、1988年、ISBN 4480203109）
- 『漢書』（匈奴伝）
- 『魏書』（帝紀第二、列伝第九十一 蠕蠕）
- 『北史』（列伝第八十六 蠕蠕）
- 護雅夫・岡田英弘『民族の世界史4 中央ユーラシアの世界』（山川出版社、1996年 ISBN 4634440407）
- 小松久男編『世界各国史4 中央ユーラシア史』（山川出版社、2005年、ISBN 463441340X）
- 飯尾都人『ディオドロス 神代地誌』（龍溪書舎、1999年、ISBN 4844784722）
- 『戦国策』
- 『信長公記』
- 『 浅井三代記』
- 『玉山遺稿』
- 『ヴェルンドの歌』
- イギリスで発見された世界最古の「髑髏杯（どくろはい）」、食人の形跡も（GIGAZINE、2011年2月18日）2013年2月13日閲覧。